# Martiens blancs
 (juillet 2017).
Si vous disposez d'ouvrages ou d'articles de référence ou si vous connaissez des sites web de qualité traitant du thème abordé ici, merci de compléter l'article en donnant les références utiles à sa vérifiabilité et en les liant à la section « Notes et références ».
Les Martiens blancs sont une race de fiction appartenant à l'univers de DC Comics.

## Histoire
Ils sont l'une des deux races de la planète Mars avec les Martiens verts. Si ces derniers étaient pacifistes, les premiers sont particulièrement belliqueux.
Comme leurs frères verts, ils sont très forts, peuvent voler, sont dotés de rayons optiques, peuvent passer à travers les solides, sont télépathes et sont polymorphes.
Et tout comme eux, ils ont un point faible : le feu, qui annule leurs pouvoirs. Leur aspect est également plus féroce que celui des Martiens Verts, car ils ont des griffes, des crocs aiguisés, une peau semblable à une armure et des yeux rouges.

On voit les Martiens blancs dans les premiers épisodes de JLA écrits par Grant Morrison où ils se font passer pour des super-héros (l'Hyperclan) mais ont pour objectif de conquérir la Terre et de faire des humains leurs esclaves. Usant de leurs pouvoirs naturels, ils se donnaient en tant qu'Hyperclan chacun des pouvoirs propres apparents (untel était très rapide, tel autre était métamorphe, etc). Ils réussirent presque à écraser la JLA, usant notamment d'une image mentale de kryptonite pour torturer Superman. Cependant, ils sous-estimèrent Batman du fait qu'il était un humain normal, ce qui permit à ce dernier de s'échapper et de revenir les combattre grâce à du feu. Ils seront ainsi vaincus par la JLA et le membre martien de la League (un vert), Martian Manhunter, se chargera d'eux avec Aquaman en les faisant se métamorphoser en simples êtres humains et les conditionnant mentalement pour qu'ils se croient comme tels.
Il existe cependant une exception: M'gann M'orzz, alias Miss Martian, qui fait partie des Jeunes Titans, et a échappé au sort de ses congénères en se faisant passer pour une martienne verte. Elle ne partage toutefois clairement pas l'attitude et les objectifs agressifs de son peuple.

## Membres de l'Hyperclan

### A-Mortal
A-Mortal est un martien blanc à l'apparence effrayante, il est vaincu par Batman.

### Armek
Armek est un martien blanc pouvant se transformer en un robot massif.

### Fluxus
Fluxus est un martien blanc qui a affaire à Aquaman.

### Primaid
Primaid est la sous-chef de l'Hyperclan, elle se bat contre Wonder Woman dans l'espace.

### Protex
Protex est le leader de l'Hyperclan, il possède des pouvoirs basés sur le soleil, similaires à ceux de Superman.

### Tronix
Tronix est une martienne blanche qui a affaire à Wonder Woman.

### Zenturion
Zenturion est un martien blanc équipé d'un bouclier.

### Zum
Zum est le speedster de l'Hyperclan. Il est vaincu par Flash.

## Autres Martiens blancs

### A'monn A'mokk
Le fils de Vulcain combat ce martien blanc ainsi que sa femme A'morr et ses fils Buster et Quaker.

### Commander Blanx
Le commander Blanx est le leader du groupe de martien blanc original affronté par la Justice League en 1969.

### Mica'Kel
Mica'Kel est le leader d'un groupe de martiens blancs dont la mémoire a été effacée. Les autres membres du groupe sont Dal'en, Sy'rann et Telok'tellar.

### The Martian
Ce martien blanc est l'équivalent sur Terre-10 du Limier Martien. Dans son monde, il appartient aux New Reichsmens (l'équivalent de la Justice League), une équipe aux services des nazis ayants gagnés la seconde guerre mondiale et qui est combattue par les Freedom Fighters.